# 英豪镇
英豪镇，是中华人民共和国河南省三門峽市渑池县下辖的一个乡镇级行政单位。

## 行政区划
英豪镇下辖以下地区：
黄门社区、英豪社区、英西村、英东村、东马村、谷水村、西曲村、槐树洼村、苇园洼村、姜王庄村、后营村、周家山村、王沟村、翟延村、水源村、寺庄村、寺庄坪村、西英豪村、东七里村、东城南村、王都村、西城南村、王家坪村、富村、吴窑头村、南马村、牛王岭村、上渠村、孟窑头村、西庵头村、英新村、仁灵村、槐英村和新岭村。